# Lliga de Campions de la UEFA 2025–26
La Lliga de Campions de la UEFA 2025–26 és la 71a edició del màxim torneig de futbol europeu per a clubs organitzat per la UEFA, així com la 34a edició des que va canviar el nom de Copa d'Europa pel de Lliga de Campions. Està previst que el torneig comenci el 16 de setembre de 2025 i finalitzarà el 30 de maig de 2026, en què es disputarà la final de la competició que es jugarà al Puskás Aréna de Budapest.
El guanyador del torneig disputarà la Supercopa d'Europa 2026 contra el guanyador de la UEFA Europa League 2025-26 i tindrà un lloc assegurat a la Lliga de Campions de la UEFA 2026–27.

## Participants
Un total de 81 equips de 53 de les 55 federacions membres de la UEFA participaran en aquesta edició, amb excepció d'Liechtenstein, que no organitza una lliga nacional i Rússia temporalment suspesa. El rànquing d'associacions basat en els coeficients de la UEFA s'utilitza per determinar el nombre d'equips participants per a cada associació a cada una de les rondes. Les línies més gruixudes indiquen un nivell diferent de classificació en quant a places.
| Pos. | Var. | Associació    | Coef.   | Equips |
| ---- | ---- | ------------- | ------- | ------ |
| 1    | =    | Anglaterra    | 104.303 | 4      |
| 2    | 2    | Itàlia        | 90.284  | 4      |
| 3    | 1    | Espanya       | 89.489  | 4      |
| 4    | 1    | Alemanya      | 86.624  | 4      |
| 5    | =    | França        | 66.831  | 4      |
| 6    | =    | Països Baixos | 61.300  | 3      |
| 7    | =    | Portugal      | 56.316  | 2      |
| 8    | =    | Bèlgica       | 48.800  | 2      |
| 9    | 3    | Turquia       | 38.600  | 2      |
| 10   | 5    | Txèquia       | 36.050  | 2      |
| 11   | 2    | Escòcia       | 36.050  | 2      |

| Pos. | Var. | Associació | Coef.  | Equips |
| ---- | ---- | ---------- | ------ | ------ |
| 12   | 1    | Suïssa     | 32.975 | 2      |
| 13   | 3    | Àustria    | 32.600 | 2      |
| 14   | 2    | Noruega    | 31.625 | 2      |
| 15   | 5    | Grècia     | 31.525 | 2      |
| 16   | 1    | Dinamarca  | 31.450 | 2      |
| 17   | 4    | Israel     | 31.125 | 1      |
| 18   | 4    | Ucraïna    | 28.000 | 1      |
| 19   | 8    | Sèrbia     | 27.775 | 1      |
| 20   | 1    | Croàcia    | 25.525 | 1      |
| 21   | 3    | Polònia    | 25.375 | 1      |
| 22   | 4    | Rússia     | 22.965 | 0      |

| Pos. | Var. | Associació  | Coef.  | Equips |
| ---- | ---- | ----------- | ------ | ------ |
| 23   | 1    | Xipre       | 22.100 | 1      |
| 24   | 1    | Hongria     | 21.875 | 1      |
| 25   | 2    | Suècia      | 21.500 | 1      |
| 26   | =    | Romania     | 21.375 | 1      |
| 27   | =    | Bulgària    | 20.375 | 1      |
| 28   | 1    | Azerbaidjan | 20.125 | 1      |
| 29   | 1    | Eslovàquia  | 19.625 | 1      |
| 30   | 1    | Eslovènia   | 13.250 | 1      |
| 31   | 1    | Moldàvia    | 13.125 | 1      |
| 32   | 1    | Kosovo      | 11.541 | 1      |
| 33   | 1    | Kazakhstan  | 11.500 | 1      |

| Pos. | Var. | Associació           | Coef.  | Equips |
| ---- | ---- | -------------------- | ------ | ------ |
| 34   | 3    | Finlàndia            | 11.125 | 1      |
| 35   | 1    | Irlanda              | 10.875 | 1      |
| 36   | 3    | Armènia              | 10.625 | 1      |
| 37   | 2    | Letònia              | 10.625 | 1      |
| 38   | 5    | Illes Fèroe          | 10.375 | 1      |
| 39   | 2    | Bòsnia i Hercegovina | 10.000 | 1      |
| 40   | 6    | Liechtenstein        | 10.000 | 0      |
| 41   | 7    | Islàndia             | 9.583  | 1      |
| 42   | 2    | Irlanda del Nord     | 9.208  | 1      |
| 43   | 1    | Luxemburg            | 8.625  | 1      |
| 44   | 6    | Lituània             | 8.500  | 1      |

| Pos. | Var. | Associació | Coef. | Equips |
| ---- | ---- | ---------- | ----- | ------ |
| 45   | =    | Malta      | 8.250 | 1      |
| 46   | =    | Geòrgia    | 7.625 | 1      |
| 47   | 2    | Albània    | 7.375 | 1      |
| 48   | 1    | Estònia    | 7.207 | 1      |
| 49   | 9    | Belarús    | 6.625 | 1      |
| 50   | 2    | Macedònia  | 6.000 | 1      |
| 51   | 2    | Andorra    | 5.998 | 1      |
| 52   | 2    | Gal·les    | 5.791 | 1      |
| 53   | 1    | Montenegro | 5.708 | 1      |
| 54   | 3    | Gibraltar  | 4.957 | 1      |
| 55   | =    | San Marino | 1.832 | 1      |

| Places                                                                         | Equips participants (forma directa) | Equips participants (rondes prèvies)                           |
| ------------------------------------------------------------------------------ | ----------------------------------- | -------------------------------------------------------------- |
| Campió Lliga de Campions anterior (LLC)                                        | 1                                   |                                                                |
| Campió de la Lliga Europa anterior (EL)                                        | 1                                   |                                                                |
| Places extra, per coeficient UEFA de les dues millors lligues de 2024-25 (EPS) | 2 ( Espanya, Anglaterra)            |                                                                |
| Places per posició a la lliga segons coeficient UEFA de les lligues            |                                     |                                                                |
| Lligues 1a - 4a: Anglaterra Espanya Alemanya Itàlia                            | 4                                   |                                                                |
| Lliga 5a: França                                                               | 3                                   | 1 (3a ronda ruta de les lligues)                               |
| Lliga 6a: Països Baixos                                                        | 2                                   | 1 (3a ronda ruta de les lligues)                               |
| Lligues 7a - 9a: Portugal Bèlgica Turquia                                      | 1                                   | 1 (3a ronda ruta de les lligues)                               |
| Lliga 10a: Txèquia                                                             | 1                                   | 1 (2a ronda ruta de les lligues)                               |
| Lligues 11a - 14a: Escòcia Suïssa Àustria Noruega                              |                                     | 2 (1r: ronda de play-off i 2n: 2a ronda ruta de les lligues)   |
| Lliga 15a: Grècia                                                              |                                     | 2 (2a ronda. 1r: ruta dels campions i 2n: ruta de les lligues) |
| Lligues 16a - 24a                                                              |                                     | 1 (2a ronda ruta dels campions)                                |
| Lligues 25a - 55a                                                              |                                     | 1 (1a ronda ruta dels campions)                                |

Degut a la suspensió de Rússia, les lligues 23a i 24a passen a classificar a 2a ronda ruta dels campions en comptes de a la 1a com ja s'indica als quadres anteriors.
A més a més, els coeficients de club de la UEFA poden modificar la taula quan hi ha places sobreres per ocupar, fent-los avançar en rondes més si són els que tenen un coeficient més alt del seu nivell. En aquesta edició: com que el Paris Saint-Germain, campió de la Lliga de Campions anterior (LLC), ja havia classificat per via de la seva lliga domèstica, produeix els següents canvis:
- L'Olympiakos grec, que hauria de començar a 2a ronda passa directament a la Fase de Grups per ser el club de la ruta dels campions amb major coeficient UEFA.
- El Qarabağ d'Azerbaijan i l'Slovan Bratislava d'Eslovàquia passen a 2a ronda quan segons el coeficient UEFA de les seves lligues haurien de començar a la 1a ronda per ser els clubs de la ruta de campions de 1a ronda amb més coeficient UEFA.

## Equips
| Tottenham Hotspur FC (EL) | Atlètic de Madrid (3r) | Bayer Leverkusen (2n)        | Sporting CP (1r)          |
| Liverpool FC (1r)         | Athletic Club (4t)     | Eintracht Frankfurt (3r)     | Union Saint-Gilloise (1r) |
| Arsenal FC (2n)           | Vila-real CF (5è)EPS   | Borussia Dortmund (4t)       | Galatasaray (1r)          |
| Manchester City (3r)      | SSC Napoli (1r)        | Paris Saint-Germain (LLC/1r) | Slavia Praga (1r)         |
| Chelsea FC (4t)           | Inter de Milà (2n)     | Olympique de Marsella (2n)   | Olympiakos (1r)           |
| Newcastle United (5è)EPS  | Atalanta (3r)          | Mònaco (3r)                  |                           |
| FC Barcelona (1r)         | Juventus (4t)          | PSV Eindhoven (1r)           |                           |
| Reial Madrid (2n)         | Bayern de Múnic (1r)   | Ajax (2n)                    |                           |

| Ruta dels Campions (10 equips) | Ruta dels Campions (10 equips) | Ruta dels Campions (10 equips) | Ruta dels Campions (10 equips) | Ruta de les Lligues (4 equips) | Ruta de les Lligues (4 equips) | Ruta de les Lligues (4 equips) | Ruta de les Lligues (4 equips) |
| ------------------------------ | ------------------------------ | ------------------------------ | ------------------------------ | ------------------------------ | ------------------------------ | ------------------------------ | ------------------------------ |
| Celtic FC                      | Basel 1893                     | Sturm Graz                     | Bodø/Glimt                     |                                |                                |                                |                                |

| Ruta dels Campions (12 equips) | Ruta dels Campions (12 equips) | Ruta dels Campions (12 equips) | Ruta dels Campions (12 equips) | Ruta dels Campions (12 equips) | Ruta de les Lligues (8 equips) | Ruta de les Lligues (8 equips) | Ruta de les Lligues (8 equips) | Ruta de les Lligues (8 equips) | Ruta de les Lligues (8 equips) |
| ------------------------------ | ------------------------------ | ------------------------------ | ------------------------------ | ------------------------------ | ------------------------------ | ------------------------------ | ------------------------------ | ------------------------------ | ------------------------------ |
|                                |                                |                                |                                |                                | OGC Nice (4t)                  | Benfica (2n)                   | Fenerbahçe SK (2n)             | Feyenoord (3r)                 | Club Bruges (2n)               |

| Ruta dels Campions (24 equips) | Ruta dels Campions (24 equips) | Ruta de les Lligues (6 equips) | Ruta de les Lligues (6 equips) |
| ------------------------------ | ------------------------------ | ------------------------------ | ------------------------------ |
| FC Copenhague                  | Lech Poznań                    | Viktoria Plzeň (2n)            | Red Bull Salzburg (2n)         |
| Maccabi Tel Aviv               | Pafos FC                       | Rangers (2n)                   | SK Brann (2n)                  |
| FC Dinamo de Kíiv              | Ferencváros                    | Servette (2n)                  | Panathinaikos (2n)             |
| Estrella Roja                  | Qarabağ                        |                                |                                |
| Rijeka                         | Slovan Bratislava              |                                |                                |

| Ruta dels Campions (28 equips) | Ruta dels Campions (28 equips) | Ruta dels Campions (28 equips) | Ruta dels Campions (28 equips) |
| ------------------------------ | ------------------------------ | ------------------------------ | ------------------------------ |
| Malmö FF                       | Kuopion Palloseura             | Linfield FC                    | Dinamo Minsk                   |
| FC Steaua Bucureşti            | Shelbourne FC                  | Differdange 03                 | Shkëndija Tetovo               |
| Ludogorets                     | FC Noah                        | Žalgiris Vilnius               | Inter Club d'Escaldes          |
| Olimpija Ljubljana             | FK RFS                         | Ħamrun Spartans                | The New Saints                 |
| Milsami Orhei                  | Víkingur Gøta                  | Iberia 1999                    | Budućnost Podgorica            |
| KF Drita                       | Drita                          | Egnatia                        | Lincoln Red Imps               |
| Kairat Almaty                  | Breiðablik UBK                 | FCI Levadia Tallinn            | Virtus                         |

Tant la Ruta dels Campions com la de les Lligues disputen eliminatòries en totes les rondes com s'indica, malgrat que en la 3a Ronda de Classificació no accedeixin nous equips a la Ruta dels Campions i a la Ronda de Play-off no accedeixin nous equips a la Ruta de les Lligues. Així doncs a la ruta dels Campions tenim 28 equips en 1a ronda, 24 equips en 2a ronda (14+10), 12 equips en 3a ronda i 10 equips en ronda de play-off (6+4); mentre que a la ruta de les Lligues tenim 6 equips en 2a ronda, 8 equips en 3a ronda (3+5) i 4 equips en ronda de play-off.

## Fase de Lliga
36 equips es classifiquen per aquesta fase, 29 de forma directa i 7 per les rondes prèvies (5 de la ruta dels campions i 2 des de la ruta de les lligues).